# Гиндин, Михаил Маркович
Михаи́л Ма́ркович Ги́ндин (19 марта 1929, Ленинград — 25 февраля 1988, там же) — советский драматург, сатирик, киносценарист.

## Биография
Родился в Ленинграде.
После окончания школы учился на инженера в Ленинградском электротехническом институте имени В. И. Ульянова (ЛЭТИ; ныне — Санкт-Петербургский электротехнический университет). Ещё студентом принимал участие в институтской самодеятельности, для которой сочинял сценки и юморески. Тогда же вместе с сокурсниками радиотехнического факультета Анатолием Флейтманом и Исааком Трегером стал автором пародийного спектакля «Фаустов», показанного в 1951 году и окончившегося разбирательством в комитете комсомола ЛЭТИ.
Выпустившись из института в 1952 году, по распределению ещё в течение семи лет Гиндин работал по специальности, но уже с 1955 года писал специально для эстрады.

### Весна в ЛЭТИ
…идея постановки ревю сама по себе была вызывающей, особенно в последние месяцы жизни Сталина.
Идея создания масштабного сатирического обозрения возникла в ЛЭТИ в 1952 году. Соавторами Гиндина стали тогда ещё студенты Генрих Рябкин, Ким Рыжов, Михаил Смарышев и Исаак Трегер. Несмотря на памятное Постановление оргбюро ЦК ВКП(б) «О журналах „Звезда“ и „Ленинград“» и «ленинградское дело», дерзнувшим ярким остроумием и молодым задором начинающим драматургам удалось заручиться поддержкой секретаря комитета комсомола Бориса Фирсова и руководства института. Музыку написал тогда ещё тоже студент Александр Колкер.

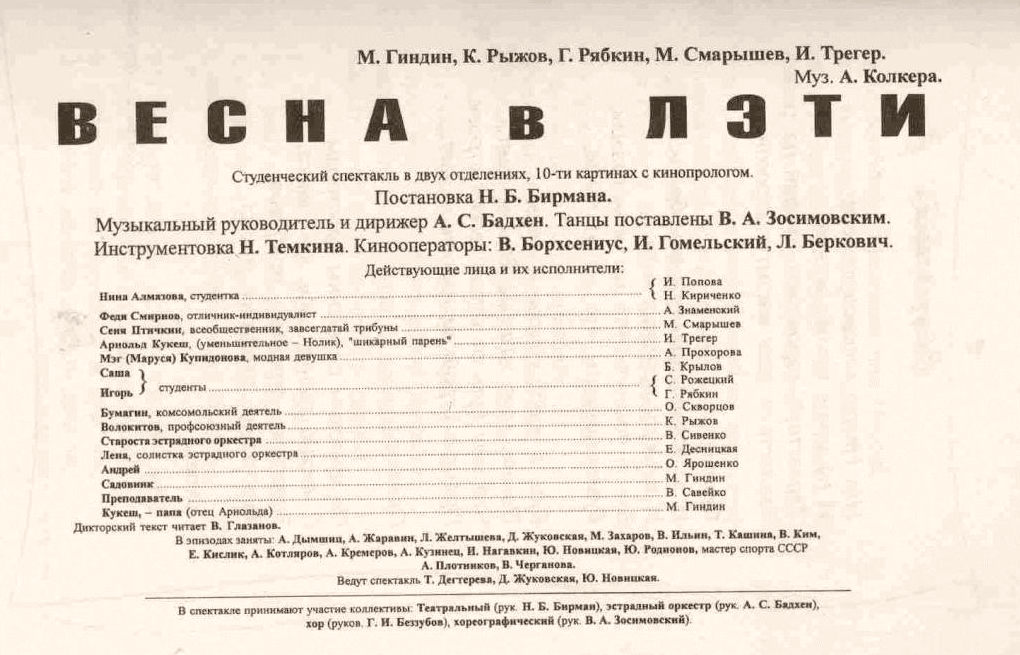
Афиша спектакля

Самому Гиндину в спектакле достались две эпизодические роли — садовника и отца Арнольда Кукеша. Первое представление состоялось на сцене ДК «Выборгский» в мае 1953 года. Получившее общественный резонанс музыкальное обозрение в дальнейшем исполнялось на разных сценах, в том числе 4 раза в Москве, транслировалось по радио и на Ленинградском телевидении.
…дело шло к оттепели, и наша «Весна в ЛЭТИ» состоялась как оттепель в Ленинграде на три года раньше за счёт энтузиазма и смелости наших руководителей.Александр Колкер, «Пятый канал»
Другое эстрадное обозрение «А мы отдыхаем так…», написанное в соавторстве с Г. Рябкиным и К. Рыжовым уже вне института, показывалось на VI Всемирном фестивале молодёжи и студентов в Москве (1957).

### Ленинградский театр миниатюр
Побывавший на одном из представлений «Весны в ЛЭТИ» Аркадий Райкин пригласил Генриха Рябкина, Кима Рыжова и Михаила Гиндина быть авторами для его Ленинградского театра миниатюр. Образовав литературное сообщество, драматурги  несколько лет писали под псевдонимом Гинряры или сёстры Гинряры. Уже в 1956 году в спектакль «Времена года» Райкин включил их сценки — «мхэты», как он называл. Это были «Анкета», «Умелец» и другие, в «Белых ночах» (1957) — «Скептик», «Гостиница „Интурист“». Вскоре Гинряры стали авторами двух полноценных программ: «На сон грядущий» (1957), а также «От 2-х до 50-ти» (1959), населённого самыми разными персонажами: сатирическими, комическими, драматическими, буффонными.
Кроме того, они создали многих разножанровых произведений для эстрады.
… работая для театра Райкина, Гинряры на какое-то время стали, кажется, самыми репертуарными эстрадными авторами. Ряд миниатюр, поставленных в театре, получил широкое распространение в любительских коллективах — верный признак актуальности содержания и демократичности формы.Елизавета Уварова, «Аркадий Райкин» 1992
В 1960 году творческое содружество драматургов распалось, но Гиндин c Рябкиным продолжили сотрудничать с театром Райкина (частично — в спектакле «Время смеётся» (1963), сценка их авторства «Безотцовщина», миниатюра «Сувенир»).
… и только Гиндин остался верен нашему жанру.
С 1963 по 1964 год Гиндин также работал помощником главного режиссёра Ленинградского театра миниатюр. Отдельному авторству Гиндина принадлежат миниатюры «Жилетка», «По-простому», «Мы — за!» в спектакле «Зависит от нас» (1976), номера из спектакля «Его величество театр» (1981).
Совместно с Г. Рябкиным написал либретто для оперетты «Такой счастливый день» / «Я люблю» (1973) Георгия Портнова, а также стихи к ней. Написанные им в соавторстве произведения для эстрады выходили на грампластинках, печатались в сборниках произведений для эстрады. В роли самого себя он снялся в телевизионном документальном фильме «Аркадий Райкин» (1975).
В последние годы работал без соавторов.
Член Союза писателей СССР, член Всероссийского театрального общества.
Скончался 25 февраля 1988 года в Ленинграде.

## Фильмография
- 1963 — Сон в руку (новелла в киноальманахе «Большой фитиль») (совместно с Г. Рябкиным и К. Рыжовым)
- 1964 — Зайчик (совместно с Г. Рябкиным и К. Рыжовым)
- 1968 — Отцы-одиночки (сюжет в киножурнале «Фитиль» № 75) (совместно с Г. Рябкиным)
- 1971 — Где вы, рыцари? (совместно с Г. Рябкиным)

## Избранные театральные постановки
Ленинградский театр миниатюр
- 1957 — «На сон грядущий» (совместно с Г. Рябкиным, К. Рыжовым)[1]
- 1959 — «От 2-х до 50-ти» (совместно с Г. Рябкиным, К. Рыжовым)[1]
- 1976 — «Зависит от нас»[1]

Ленинградский театр комедии
- 1967 — «Ничего не случилось» (совместно с Г. Рябкиным)[22]

Ленинградский Большой театр кукол
- 1970 — «В 12 часов по ночам» (совместно с Г. Рябкиным)[3]
- 1973 — «Ой, да ты Садко!»[1]

Новосибирский академический молодёжный театр «Глобус»
- 1989 — «Зверь» (совместно с В. Синакевичем)[23]

## Память
Афоризмы и крылатые выражения из разных произведений Гиндина и Гинряров включены в Словари современных цитат изданий разных лет.

## Комментарии
1. ↑  «МХЭТ» — под таким названием в сентябре 1939 года был открыт Ленинградский театр эстрады и миниатюр, слово, напоминавшее известную аббревиатуру МХАТ. Позднее А. Райкин иронично обыгрывал его на разные лады, одним из вариантов было — молодо, хорошо, энтересно, талантливо![10]